# 腹話術は楽し
『腹話術は楽し』（ふくわじゅつはたのし、原題：Ventriloquist Cat, 公開：1950年5月27日）は、アメリカ合衆国の映画会社メトロ・ゴールドウィン・メイヤー (MGM) に所属していたアニメーターのテックス・アヴェリーによる作品のひとつ。

## スタッフ
- 監督 - テックス・アヴェリー
- 制作総括 - フレッド・クインビー
- アニメーション制作 - ウォルター・クリントン、マイケル・ラー、グラント・シモンズ
- 脚本 - リッチ・ホーガン
- 音楽 - スコット・ブラッドリー

## 内容
野良猫が“I hate dogs（ブル公の馬鹿）”とブルドッグのスパイクを侮辱した落書きを行った上で、挑発的な態度を取ったことから両者間に「鬼ごっこ」のような捕物が始まる。野良猫は物陰に隠れている間に腹話術器を発見し、これを用いて追うスパイクを翻弄する。馬鹿にされたスパイクは野良猫を捕まえて懲らしめてやろうとするが、彼の腹話術になす術もなくやられ放題。そこでメス猫に化けて反撃しようとするが、それが災いし柄の悪い野良犬たちに絡まれ電柱の上へ逃れる。これを見た野良猫は図に乗って腹話術器を外し嘲笑するが、気がつけば先ほどの野良犬たちが彼の笑い声を聞きつけ、今にも襲いかかりそうな恐ろしい表情をして彼の側にやってきていた。追われた野良猫も電柱の上へ逃れ、野良犬たちを馬鹿にした態度を取るが、そこはなんとスパイクの逃れた電柱で、隣には彼から散々ひどい目に遭わされたスパイクが恐ろしい顔をして待ち構えていた。
多分に社会風刺的な作品である。
腹話術で野良猫だと翻弄されたものは、順番からゴミ箱（実験台）、教会の鐘、金たらい、赤い風船付きの箱、服屋のマネキン二体、警察官（下記）、排水口の蓋、樽、野良犬たちに目を付けられたスパイク（太字はダイナマイトを入れている方）。
本作はハンナ・バーベラの2人がシネマスコープにてリメイクしている。題名は「Cat's Meow」で1957年1月25日公開。

## 登場するキャラクター
スパイク
自分のことを馬鹿にした野良猫を捕らえてやっつけようと捕物を繰り広げるが、逆に腹話術を駆使する野良猫にいいようにやられ、ひどい目に遭わされ続ける。その上に、野良犬に猫だと勘違いされ、野良犬に追われ、電柱の上に逃げ込むが、最後は電柱の下にいる野良犬と共に腹話術機で自分にいたずらをした野良猫にお仕置きをする。
野良猫
スパイクを馬鹿にしたため追われるが、捨てられていた腹話術器を用いてスパイクを翻弄する。だが、最後は「過ぎたるはなお及ばざるがごとし」の格言どおりとなり野良犬とスパイクにお仕置きされる。
野良犬たち
凶暴で柄が悪い。雌猫に化けたスパイクを見て、野良猫だと勘違いして追いかけ回すが、腹話術機でいたずらをした野良猫も追いかけ回し、電柱の上にいるスパイクと共にいたずらをした野良猫にお仕置きをする。
警察官
腹話術により野良猫と勘違いされ、スパイクから衣服を剥ぎ取られる。これに怒り、彼にやり返す。

## 日本でのTV放映
TBS版の『トムとジェリー』の短編に挟まれて放映されていた。